# Gigantopithecus
Gigantopithecus (z řeckého γίγας – gigas a πίθηκος – pithecus – „obří opice“) je rod vyhynulých hominidů, žijících od středního miocénu až do pleistocénu na území dnešní Indie, Číny a Vietnamu. Nejstarší ostatky pocházejí z doby před 6–8 miliony let, zatímco ty nejmladší jsou staré jen 310 tisíc let. Jedná se o jednoho z mála zástupců hominoidů, který přežil až do pleistocénu. Gigantopithecus je vzdáleným příbuzným moderních orangutanů, jak bylo předpokládáno podle fosilizovaných zubů a v r. 2019 potvrzeno genetickou analýzou založenou na molekulárních sekvencích zachovalých proteinů.

## Objevy

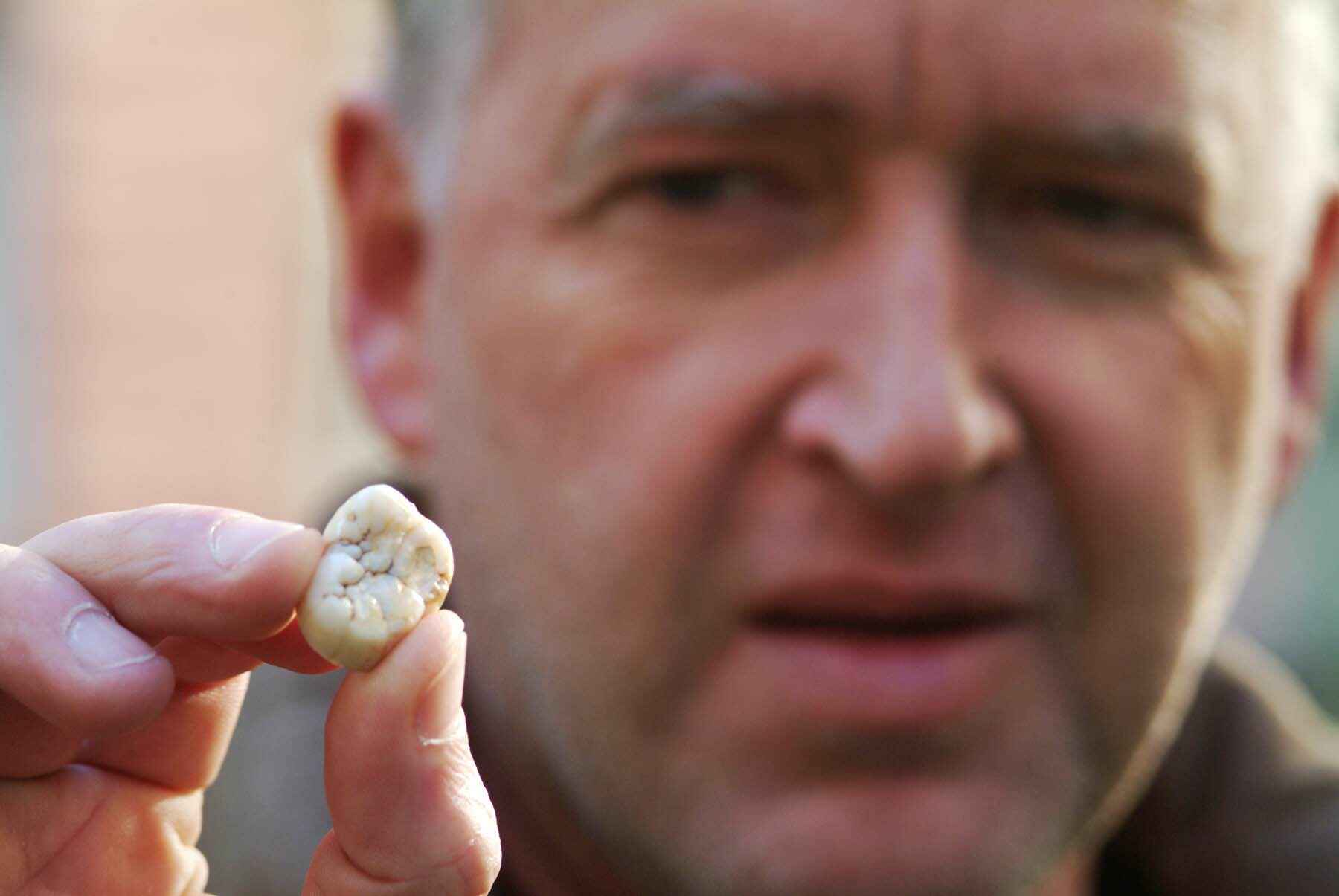
Zub objevený roku 1935 v čínské lékárně.

Rod Gigantopithecus poprvé popsal německo-nizozemský paleontolog Ralph von Koenigswald v roce 1935 na základě objevu izolovaného zubu. Nezvykle velkou stoličku zachytil v čínské lékárně v Hongkongu, kde byla spolu s dalšími kostmi vyhynulých tvorů prodávána jako „dračí zuby“ a „dračí kosti“, užívané tradiční čínskou medicínou. Druhové jméno blacki zvolil Koenigswald jako poctu objeviteli sinantropa, jímž byl Davidson Black.
Větší množství fosilních pozůstatků rodu Gigantopithecus, zahrnující stovky izolovaných zubů i celou spodní čelist bylo odhaleno v letech 1955 - 1956 v čínské provincii Kuang-si. Pro podobné nálezy z pohoří Siválik v Indii byl v roce 1969 navržen nový druh Gigantopithecus bilaspurensis, přesunutý v roce 1979 do druhu Gigantopithecus giganteus. V 60. letech 20. století byly fosilie rodu Gigantopithecus rozeznány také ve Vietnamu.

## Popis
Gigantopithecus je znám pouze z nálezů zubů a čelistí. Dosud nebyly zachyceny kosti obličeje, mozkovny ani postkraniální kostry. Dochované ostatky se ze všech žijících hominidů podobají nejvíce orangutanům.

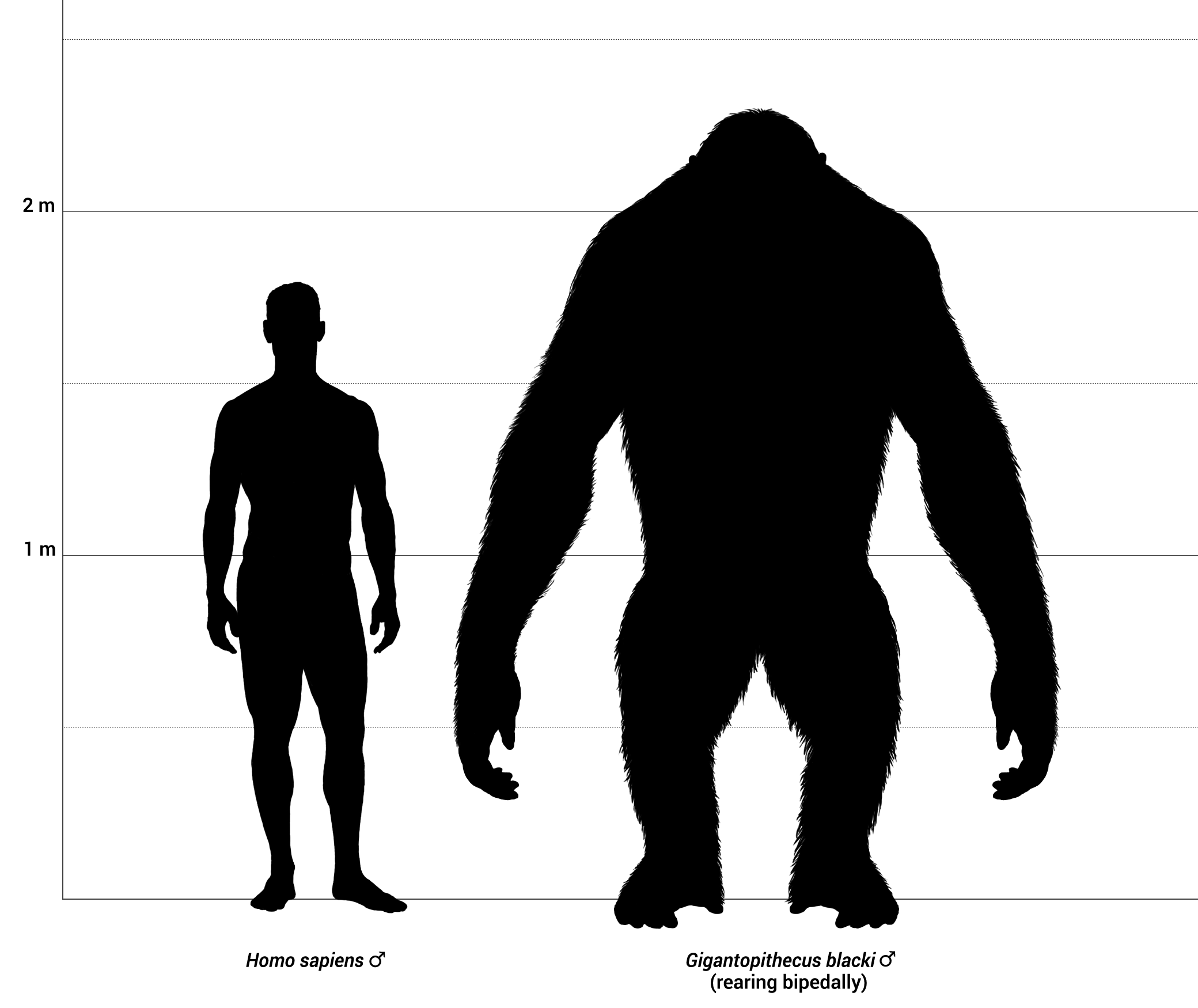
Srovnání velikosti moderního člověka a zástupců rodu Gigantopithecus.

U většího druhu Gigantopithecus blacki se na základě obrovských zubů předpokládala výška 240–280 cm a hmotnost až 550 kg. To je téměř třikrát více, než dosahuje samec dnešní gorily. Gigantopithecus je tedy největším známým primátem, jaký kdy žil. Odhady ovšem nemusí být zcela správné, protože Gigantopithecus mohl být megadontním druhem. To znamená, že měl zuby v poměru k celkové velikosti těla výrazně zvětšené. Novější odhady velikosti udávají u tohoto primáta výšku při vzpřímeném postoji asi 185 až 230 cm a hmotnost kolem 250 kg.
Vzhledem ke své velikosti se Gigantopithecus musel pohybovat převážně na zemi a nikoliv ve větvích. Způsob pohybu není možné rekonstruovat kvůli chybějícím nálezům kostí končetin, předpokládá se ale pomalejší čtyřnohá chůze. Nelze rozhodnout, zda se Gigantopithecus při chůzi opíral o celé plosky chodidel předních končetin a nebo jen o kotníky prstů jako současné gorily.
Velké ploché stoličky se silnou vrstvou skloviny i masivní čelisti dovolují předpokládat, že ve výživě býložravého rodu Gigantopithecus převažovala tuhá vláknitá potrava. Nejčastěji se uvažuje o spásání bambusu. Také rozbor fytolitů, odebraných z dochovaných zubů ukázal, že se Gigantopithecus mohl živit převážně bambusem nebo podobnou travinou, kterou doplňoval ovocem z čeledi morušovníkovité.

## Druhy

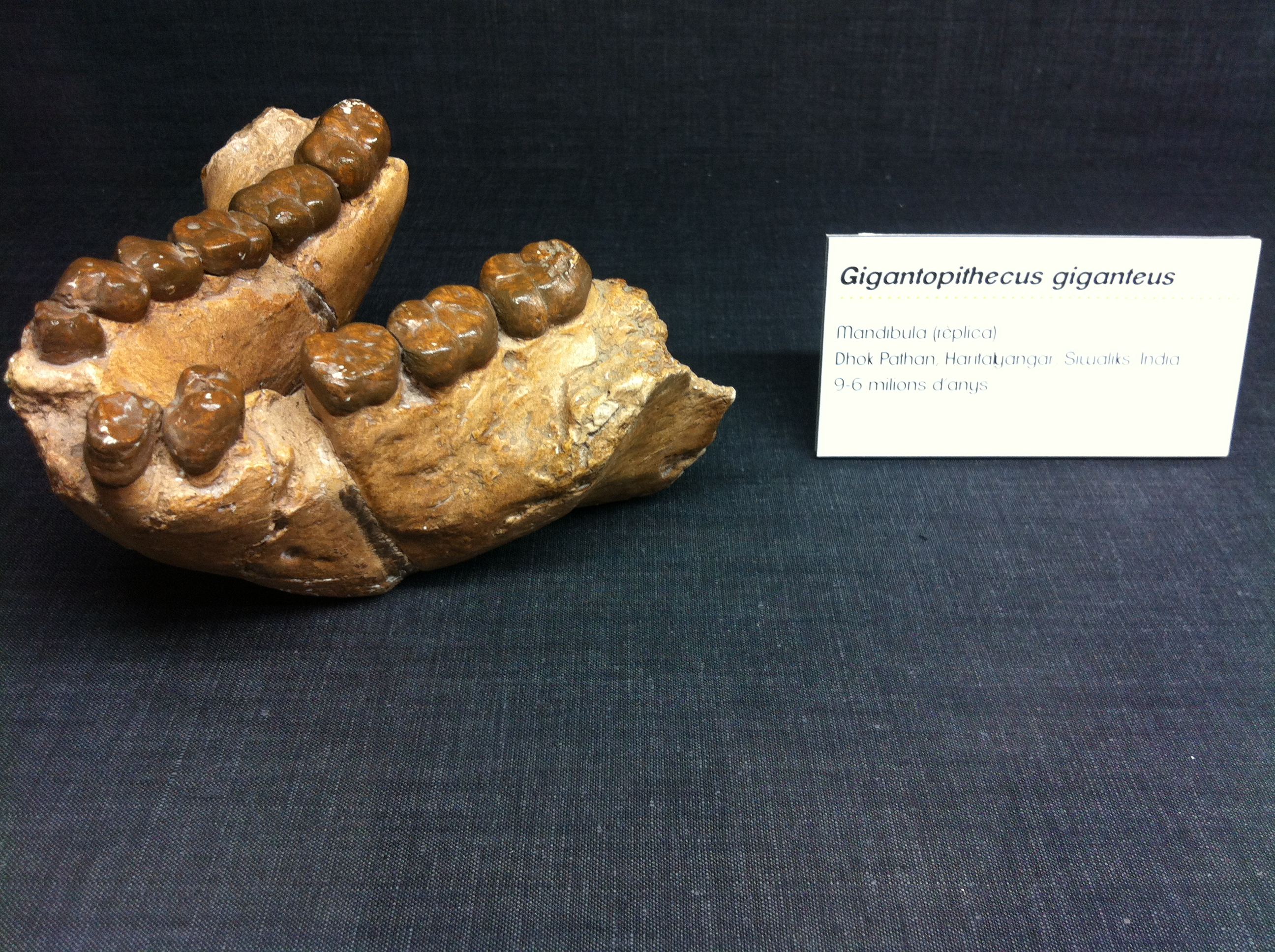
Čelist druhu Gigantopithecus giganteus.

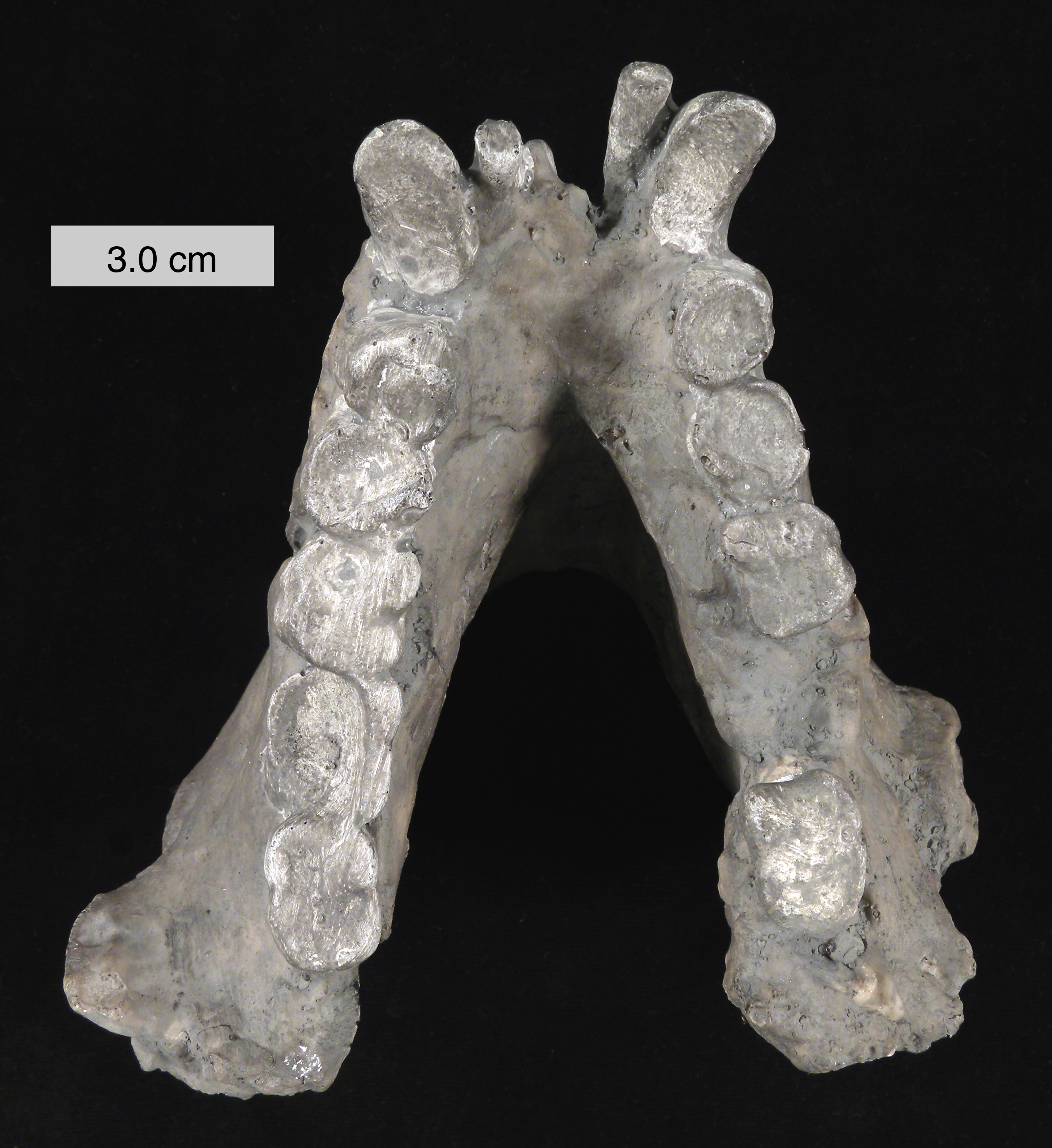
Čelist druhu Gigantopithecus blacki.

Do současnosti bylo nalezeno více než 1000 kusů ostatků rodu Gigantopithecus, představují je však jen jednotlivé zuby. Výjimkou je několik masivních spodních čelistí. Nálezy pochází ze dvou oblastí - ze Sivalických hor na pomezí Indie a Pákistánu a z krasových jeskyní v jižní Číně a Vietnamu. Rozdělují se do dvou druhů, které se kromě oblasti výskytu liší i velikostí těla.
- Gigantopithecus giganteus žil ve svrchním miocénu v oblasti Sivalických hor dnešní severní Indie a Pákistánu. Je menším a hůře doloženým zástupcem rodu Gigantopithecus. Předpokládá se, že mohl být předkem mladšího druhu Gigantopithecus blacki.[14] Tradičně je výskyt tohoto druhu datován do doby před 6,3 miliony let, ale v roce 2005 bylo na základě nových měření navrženo stáří až 8,6 milionů let.[17] Druh Gigantopithecus giganteus byl popsán již roku 1915 na základě nálezu izolované stoličky z lokality Alipur v Pákistánu, ovšem pod názvem Dryopithecus giganteus.[18] Ralph von Koenigswald jej v roce 1950 sjednotil s dalším nálezem izolovaného zubu do druhu Indopithecus giganteus.[6] U obce Haritalyangar v severní Indii pak byla v roce 1968 zachycena téměř kompletní spodní čelist, pro kterou byl vyčleněn nový druh Gigantopithecus bilaspurensis.[9] Konečně v roce 1979 byly všechny uvedené nálezy sjedoceny do druhu Gigantopithecus giganteus.[6]

- Gigantopithecus blacki je mladším a zároveň větším zástupcem rodu Gigantopithecus. Žil v časném až středním pleistocénu (před 2 miliony až 310 tisíci lety)[19] v oblasti dnešní jižní Číny a severního Vietnamu. Nejpočetnější nálezy pochází z území dnešní provincie Kuang-si v jižní Číně. Nejbohatší lokalitou, která vydala tři spodní čelisti a více než 1000 izolovaných zubů je jeskyně Liou-čcheng (též Ťin-jin) v okrese Liou-čcheng. K dalším nalezištím v provincii Kuang-si patří jeskyně Ta-sin, Čchuej-feng, Muo-chuej nebo nejnověji San-che.[20][21] V jeskyni Wuming byly zachyceny zatím nejmladší známé ostatky, datované do doby před 310 tisíci let.[19] V menší četnosti jsou zuby rodu Gigantopithecus nacházeny i v provinciích Chu-pej (jeskyně Lung-ku-tung), Kuej-čou (jeskyně Pa-er-ja) a S’-čchuan (jeskyně Lung-ku-pcho).[22] Mimo jižní Čínu byl druh Gigantopithecus blacki nalezen také v jeskyni Tham Khuyen v severním Vietnamu (okres Lang Son), což je však méně než 50 km od hranic s čínskou provincií Kuang-si.[10]

## Zajímavosti
Gigantopithecus představuje slepou vývojovou větev, která nezanechala v současné fauně žijící potomky. Přesto kryptozoologové předpokládají, že Yetti a podobní legendární hominidé mohou být právě přeživší exempláře rodu Gigantopithecus a nebo jeho neznámí nástupci. Důkazy pro tento předpoklad však chybí.
Zajímavé také je, že Gigantopithecus žil ještě během pleistocénu, kdy se stal současníkem prvních lidí v Asii - druhu Homo erectus. Člověk se tak mohl podílet na vyhubení gigantopitéka, přestože mnohem vážnější konkurencí byly pravděpodobně pandy, živící se podobnou stravou s převahou bambusu. Také lidé neohrožovali rod Gigantopithecus lovem, ale spíše využíváním bambusu. Kromě mladých výhonků, sbíraných jako potrava, používali i vzrostlé kusy, a to k výrobě nástrojů. Tato dvojí konkurence mohla být pro silně specializovaného lidoopa osudná. Nejvýznamnějším důvodem vyhynutí gigantopitéků byla nejspíše neschopnost adaptovat se na měnící se podmínky prostředí v době před zhruba 100 000 lety.